# Classe España
La classe España fu una classe di navi da battaglia della Armada Española, composta da tre unità entrate in servizio tra il 1913 ed il 1921: fu la prima ed unica classe di navi da battaglia "tipo dreadnought" (o corazzate monocalibro) in servizio con la marina spagnola, e le sue unità rappresentarono le più piccole dreadnought (per dimensioni e dislocamento) mai costruite, tanto che alcune fonti minoritarie le considerano più delle navi da difesa costiera che delle vere e proprie corazzate.
Delle tre unità realizzate la capoclasse España andò perduta in un incidente nel 1923, mentre le restanti due unità parteciparono alla guerra civile spagnola militando in campi opposti: la Alfonso XIII fu catturata dai nazionalisti finendo poi affondata per l'urto con una mina nell'aprile del 1937, mentre la Jaime I rimase in servizio con la Repubblica venendo messa fuori uso da un'esplosione interna nel giugno del 1937.

## Il progetto
La costruzione delle unità venne decisa nel gennaio del 1908, nell'ambito di un vasto piano di costruzioni navali stilato dal comandante della Armada Española José Ferrándiz y Niño per ripianare le perdite patite nel corso della precedente guerra ispano-americana: le tre dreadnought della classe España sarebbero andate a costituire il nucleo attorno al quale ricostruire la marina spagnola, uscita semidistrutta dal conflitto; vista l'inesperienza della cantieristica spagnola nella realizzazione di questo tipo di unità ancora relativamente nuovo (la HMS Dreadnought, capostipite del genere, era entrata in servizio alla fine del 1906), furono presi accordi di collaborazione con le ditte britanniche Armstrong Whitworth (per la progettazione) e John Brown & Company (per l'ammodernamento dei cantieri).

### Scafo
Visto il rifiuto del governo spagnolo di costruire nelle sue basi navali nuove banchine o ampliare quelle esistenti per poter ospitare navi di grande tonnellaggio, venne deciso che le nuove corazzate avrebbero avuto lo scafo il più piccolo possibile (anche per risparmiare sul costo totale), fatto che le rese le più piccole dreadnought mai realizzate: la lunghezza raggiunse i 139,9 metri, la larghezza 24 ed il pescaggio 7,7 (a titolo di paragone, la Dreadnought stessa misurava 160,6 m in lunghezza, 25 in larghezza e 9 in pescaggio); il bordo libero arrivava solo a 4,6 m e le torri delle batterie d'artiglieria principali erano ad appena 7,5 m sopra il pelo dell'acqua, fatto che rendeva le navi molto instabili con il mare agitato. Il dislocamento standard ammontava a 15.700 t che saliva a 16.450 t a pieno carico: si trattava di valori di molto inferiori sia a quelli della Dreadnought e delle unità successive, che superavano abbondantemente le 20.000 t a pieno carico, che a quelli di alcune delle corazzate "pre-dreadnought" più moderne, che spesso raggiungevano le 18.000 t. Le sovrastrutture erano ridotte al minimo: sopra l'unico ponte principale si alzavano un solo lungo fumaiolo posto al centro della nave, la torre di comando e due alberi a tre piedi.

### Armamento

La peculiare disposizione delle torri dell'artiglieria sulle España

Il progetto dava particolare importanza all'armamento, spesso a discapito di altre caratteristiche: la batteria principale allineava otto cannoni calibro 305 mm suddivisi in quattro torri binate, in grado di sparare proiettili da 385 kg ad una distanza di 21.500 m con una frequenza di un colpo al minuto, un armamento paragonabile a quello della Dreadnought che aveva dieci cannoni da 305 mm in cinque torri. La disposizione delle torri dell'artiglieria era peculiare: come le altre unità tipo dreadnought due delle torri erano posizionate lungo l'asse centrale della nave, una rivolta a prua e l'altra a poppa, ma le altre due, invece di essere sovrapposte alle prime (soluzione via via divenuta più frequente ma costosa sia in termini monetari che di peso), erano posizionate disassate una sul lato di tribordo ed una su quello di babordo dello scafo, una soluzione adottata anche su altre classi (come gli incrociatori da battaglia britannici classe Invincible) ma comunque poco comune; questa disposizione consentiva alle España di fare fuoco di bordata con almeno sei pezzi, anche se prove in mare dimostrarono che era possibile orientare tutti ed otto i cannoni principali verso uno dei due lati.
L'armamento secondario verteva su venti cannoni da 101 mm disposti in casematte lungo il bordo dello scafo, dieci per lato: a causa del basso bordo libero questa disposizione si rivelò poco pratica, visto che favoriva le infiltrazioni di acqua di mare e di umidità e perché l'orizzonte di tiro risultava eccessivamente ridotto rispetto alla sistemazione in torretta girevole. L'armamento antiaereo verteva solo su due cannoni da 47 mm in barbette singole e due mitragliatrici, una dotazione troppo ridotta e rapidamente superata dai rapidi progressi dell'aviazione militare; nel 1937 si tentò di porre rimedio a questo difetto in vari modi: la Alfonso XIII si vide ridurre i suoi pezzi secondari a 12 per poter ospitare quattro cannoni antiaerei 8,8 cm FlaK tedeschi, due mitragliere da 20 mm ed un maggior numero di mitragliatrici, mentre la Jaime I si vide aggiungere due cannoni da 76 mm, altri due pezzi da 47 mm ed altre mitragliatrici.

### Corazzatura e propulsione
Il posizionamento di un potente armamento su uno scafo di piccole dimensioni ebbe negative ripercussioni sia sulla protezione che sulla velocità delle unità. La corazzatura, tutta in acciaio cementato Krupp, era relativamente ridotta, soprattutto se paragonata a quella delle dreadnought contemporanee e successive: la cintura si aggirava su uno spessore medio di 150 mm, che raggiungeva i 230 mm a centro nave e presso i depositi delle munizioni per poi ridursi a 50 mm nella parte finale della poppa; la corazzatura del ponte era spessa solo tra 50 e 25 mm, mentre sulle torri dell'artiglieria e sul torrione di comando raggiungeva uno spessore di 250 mm. La protezione verticale poteva essere incrementata di ulteriori 20 mm con l'apposizione di controcarene anti-siluro.
La velocità risultò il punto più debole della classe: le dodici caldaie a tubi d'acqua della Yarrow Shipbuilders e le quattro turbine a vapore tipo Parsons potevano spingere le corazzate ad una velocità massima di 19,5 nodi, inferiore già a quella della contemporanea Dreadnought (che arrivava a 21 nodi) e ben presto ampiamente surclassata da quella delle unità successive; furono studiati piani per poter ospitare macchine più potenti (con la necessità di un secondo fumaiolo e di un aumento del dislocamento a 17.000 t) che potessero spingere le España almeno fino a 21 nodi, ma furono poi abbandonati a causa degli alti costi che comportavano.
La bassa protezione e la scarsa velocità rendevano le España vulnerabili alle altre dreadnought loro contemporanee, per non parlare di quelle successive; i rapidi progressi nella progettazione e realizzazione di navi da guerra che erano in corso nei primi decenni del XX secolo resero le España rapidamente obsolete, ancor prima che tutte le unità fossero completate.

## Unità

Disegno a colori della corazzata Jaime I nel 1937

Tutte le unità furono costruite nei cantieri della Sociedad Española de Construcción Naval, una sussidiaria della Vickers-Armstrongs britannica, di Ferrol; la costruzione della prima unità procedette speditamente, ma le sue sorelle risentirono della carenza di materie prime che afflisse la Spagna durante il periodo della prima guerra mondiale e furono completate con grave ritardo. Il costo totale delle tre unità si aggirò intorno ai 130 milioni di pesetas dell'epoca.

### España
Impostata il 5 dicembre 1909, la nave venne varata il 5 febbraio 1912 con il nome di España ("Spagna" in lingua spagnola), entrando poi in servizio il 23 ottobre 1913; dopo aver svolto attività di pattugliamento delle acque territoriali spagnole durante la prima guerra mondiale, onde assicurare il rispetto della neutralità della nazione, partecipò alle operazioni della guerra del Rif contro le tribù ribelli del Marocco all'inizio degli anni '20, compiendo numerosi bombardamenti costieri. Il 23 agosto 1923, a causa della densa nebbia, la nave si arenò nei pressi di Cabo de Tres Forcas, in Marocco, rimanendo incagliata: furono fatti diversi tentativi per recuperarla, durante i quali l'armamento e l'apparato motore furono smontati, ma tutti senza esito; lo scafo fu infine spezzato in due ed affondato da una tempesta nel novembre del 1924.

### Alfonso XIII(España)
Impostata il 23 febbraio 1910, la nave venne varata il 7 maggio 1913 con il nome di Alfonso XIII in onore dell'allora monarca spagnolo, entrando poi in servizio il 16 agosto 1915; partecipò al conflitto del Rif, e nell'aprile del 1931 fu rinominata España dopo la detronizzazione di Alfonso XIII ed il passaggio della Spagna ad un regime repubblicano. Posta in riserva, si trovava alla fonda nel porto di Ferrol al momento dell'insurrezione militare del luglio del 1936, venendo catturata dai rivoltosi: integrata nella marina nazionalista, partecipò alle operazioni di blocco della costa settentrionale della Spagna ed all'appoggio dei reparti a terra durante la campagna nei Paesi Baschi; il 30 aprile 1937 urtò una mina ed affondò al largo di Santander.

### Jaime I
Impostata il 5 febbraio 1912, la nave venne varata il 21 settembre 1914 con il nome di Jaime I in onore del re Giacomo I d'Aragona, entrando poi in servizio il 20 dicembre 1921; fu brevemente impiegata nella guerra del Rif, subendo danni dal fuoco dell'artiglieria costiera. Durante l'insurrezione militare del luglio 1936 i suoi ufficiali si schierarono dalla parte dei nazionalisti ma l'equipaggio rimase fedele alla Repubblica, prendendo possesso della nave; fu intensamente impiegata nella zona dello stretto di Gibilterra, compiendo numerosi bombardamenti delle posizioni tenute dai nazionalisti e subendo anche danni in un attacco aereo il 13 agosto 1936. Il 17 giugno 1937, mentre era ferma all'ancora nel porto di Cartagena, la nave saltò in aria probabilmente a causa di un sabotaggio; lo scafo fu recuperato ed avviato alla demolizione il 3 luglio 1939.